# یادبود مهندسین تایتانیک، ساوت‌همپتون

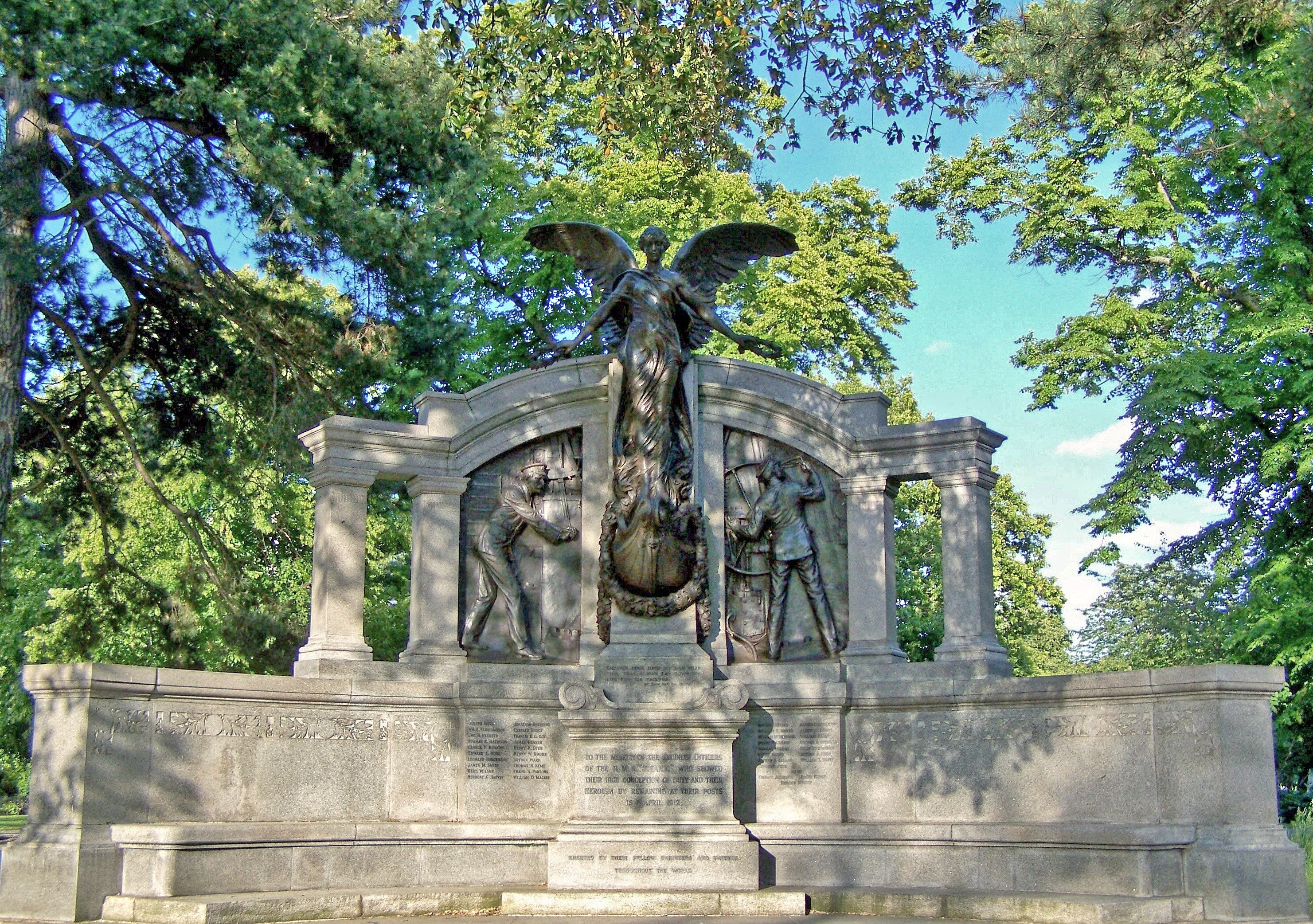
بنای یادبود مهندسان RMS تایتانیک

یادبود مهندسین تایتانیک، ساوت‌همپتون (انگلیسی: Titanic Engineers' Memorial, Southampton)، یک بنای یادبود در شرق پارک (اندروز)، ساوت‌همپتون، انگلستان است و به یاد مهندسینی که در فاجعه تایتانیک در ۱۵ آوریل ۱۹۱۲ جان باختند، ساخته شد. از این یادبود برنز و گرانیت در ۲۲ آوریل ۱۹۱۴ توسط «سر آرچیبالد دنی»، رئیس مؤسسه مهندسین دریایی پرده برداری شد. این رویداد با حضور حدود ۱۰۰٬۰۰۰ نفر در ساوت‌همپتون برگزار شد.

## تاریخچه

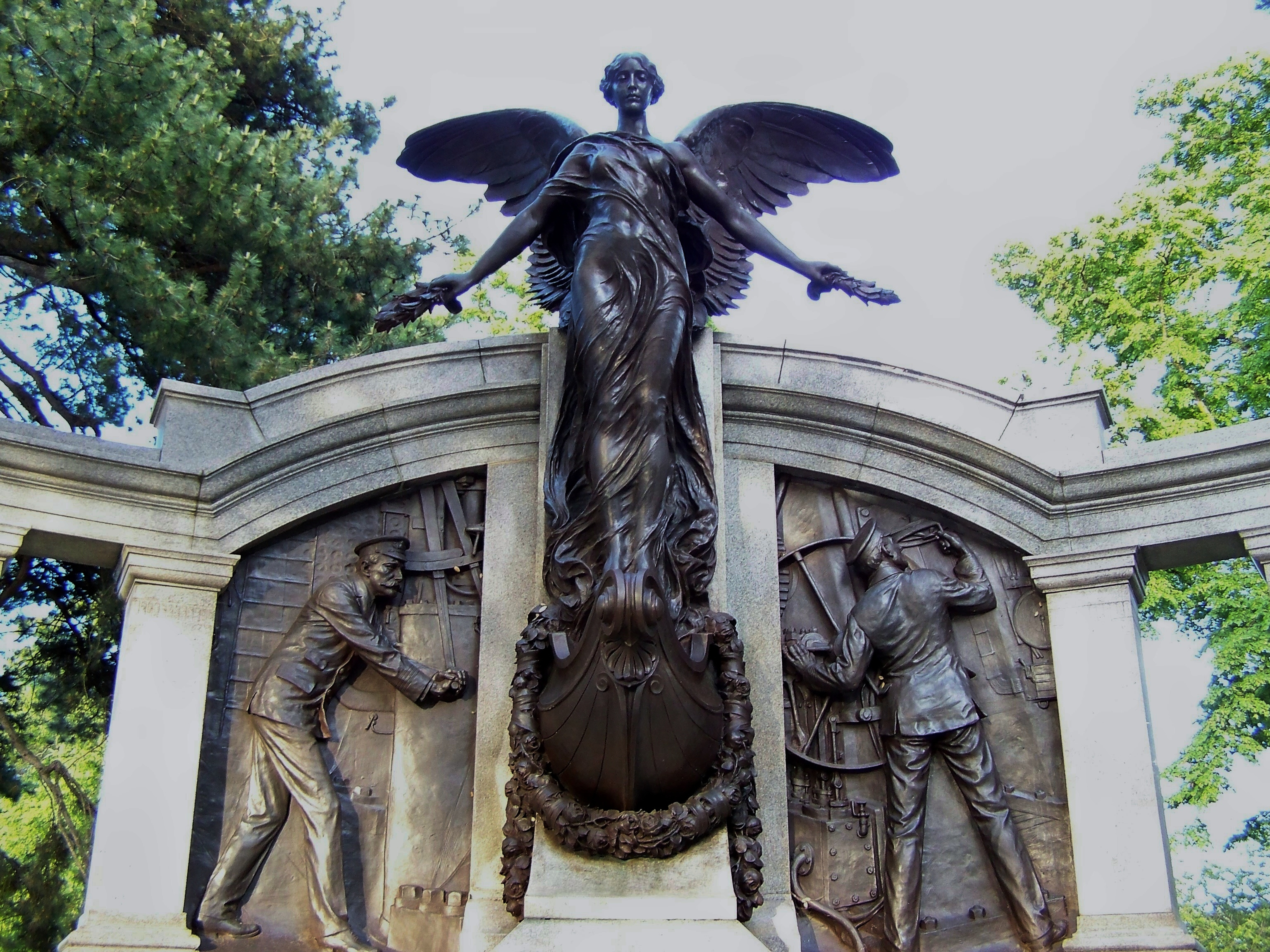
مجسمه الهه نیکه و کتیبه یادبود افسران مهندس

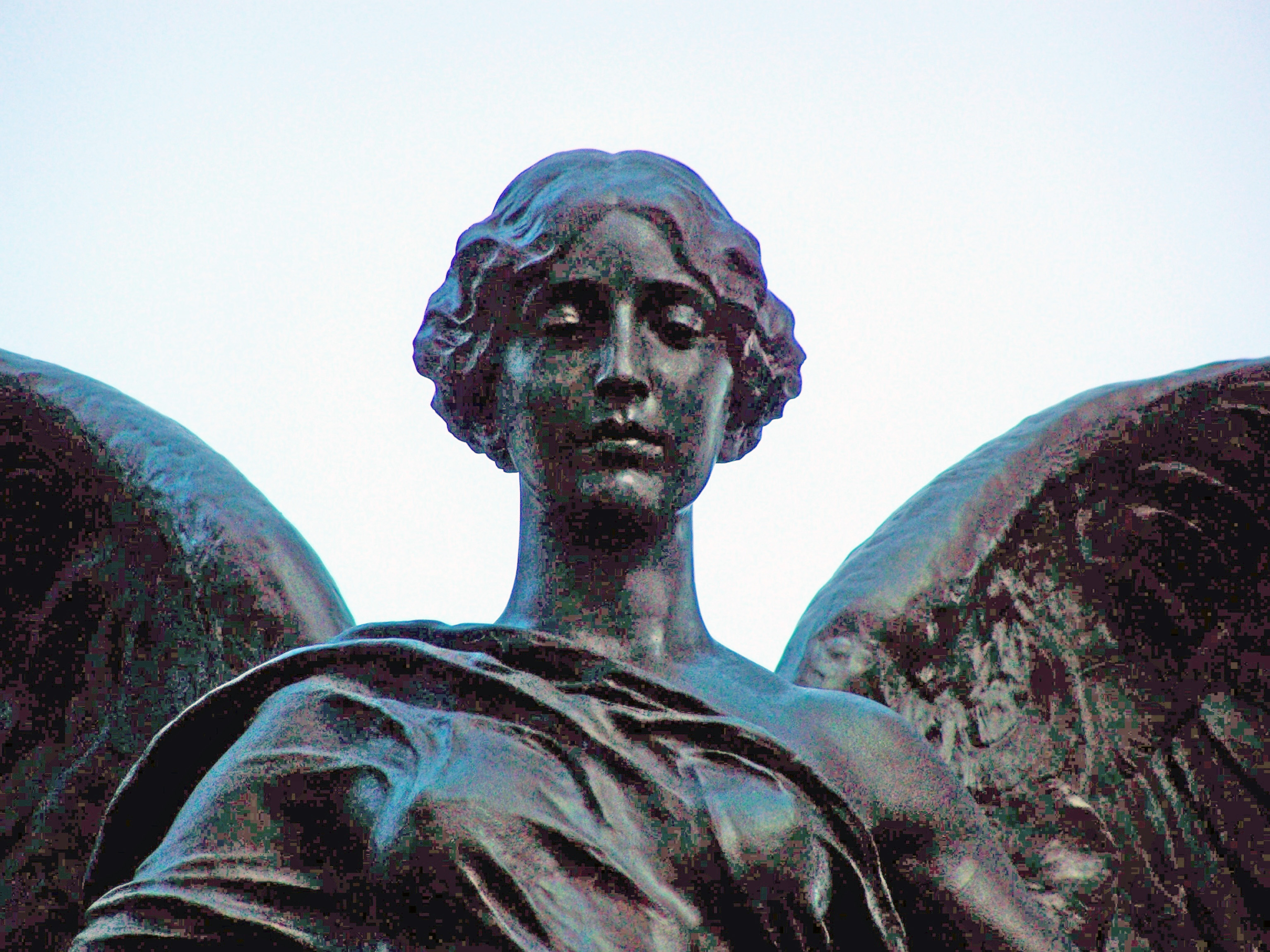
الهه نایک

در این حادثه جوزف بل، رئیس مهندسین در RMS تایتانیک و کارکنان آن شامل: ۲۴ نفر مهندس، ۶ مهندس برق، ۲ متخصص دیگ بخار، یک لوله کش و یک کارمند از غرق شدن نجات نیافتند.
این اثر تاریخی با کمک‌های مالی از سراسر جهان ساخته شد و طراحی و ساخت آن توسط «وایتهد و پسر» که در آثار امپریال کار می‌کردند در منطقه کنینگتون لندن انجام شد و فردیناند ویکتور بلوندستون مجسمه‌ساز آن بود. این ساختمان رسماً درجه II ذکر شده است. از ویژگی‌های آن یک مجسمه برنزی از نیکه یونانی، بالدار الهه پیروزی است، و یک لوح کنده کاری که نشانگر افسران مهندس کشتی غرق شده در این فاجعه است، توسط مجسمه‌ساز رومئو رادمن ایجاد شده است.
در یک بعد از ظهر آفتابی در تاریخ ۲۲ آوریل سال ۱۹۱۴، ۱۰۰٬۰۰۰ نفر در پارک اندروز، ساوت‌همپتون گرد هم آمدند تا شاهد رونمایی از بنای یادبود مهندسانی باشند که جان خود را دو سال قبل در تایتانیک از دست دادند. در این مراسم «سر آرچیبالد» در تقدیر از جانباختگان این حادثه سخنرانی کرد.
این اثر تاریخی در سال ۲۰۱۰ در یک سرمایه‌گذاری مشترک بین شورای شهر ساوت‌همپتون و شرکت تولید تلویزیون بیست بیست دوباره بازسازی شد. تقریباً در مقابل بنای یادبود اصلی، در گوشه‌ای از محله کامبرلند و جاده لندن، یادبود والاس هارتلی و دیگر نوازندگان تایتانیک است.